# Saint-Hilaire-les-Places
Saint-Hilaire-les-Places is een gemeente in het Franse departement Haute-Vienne (regio Nouvelle-Aquitaine) en telt 780 inwoners (1999). De plaats maakt deel uit van het arrondissement Limoges.

## Geografie
De oppervlakte van Saint-Hilaire-les-Places bedraagt 23,1 km², de bevolkingsdichtheid is 33,8 inwoners per km².

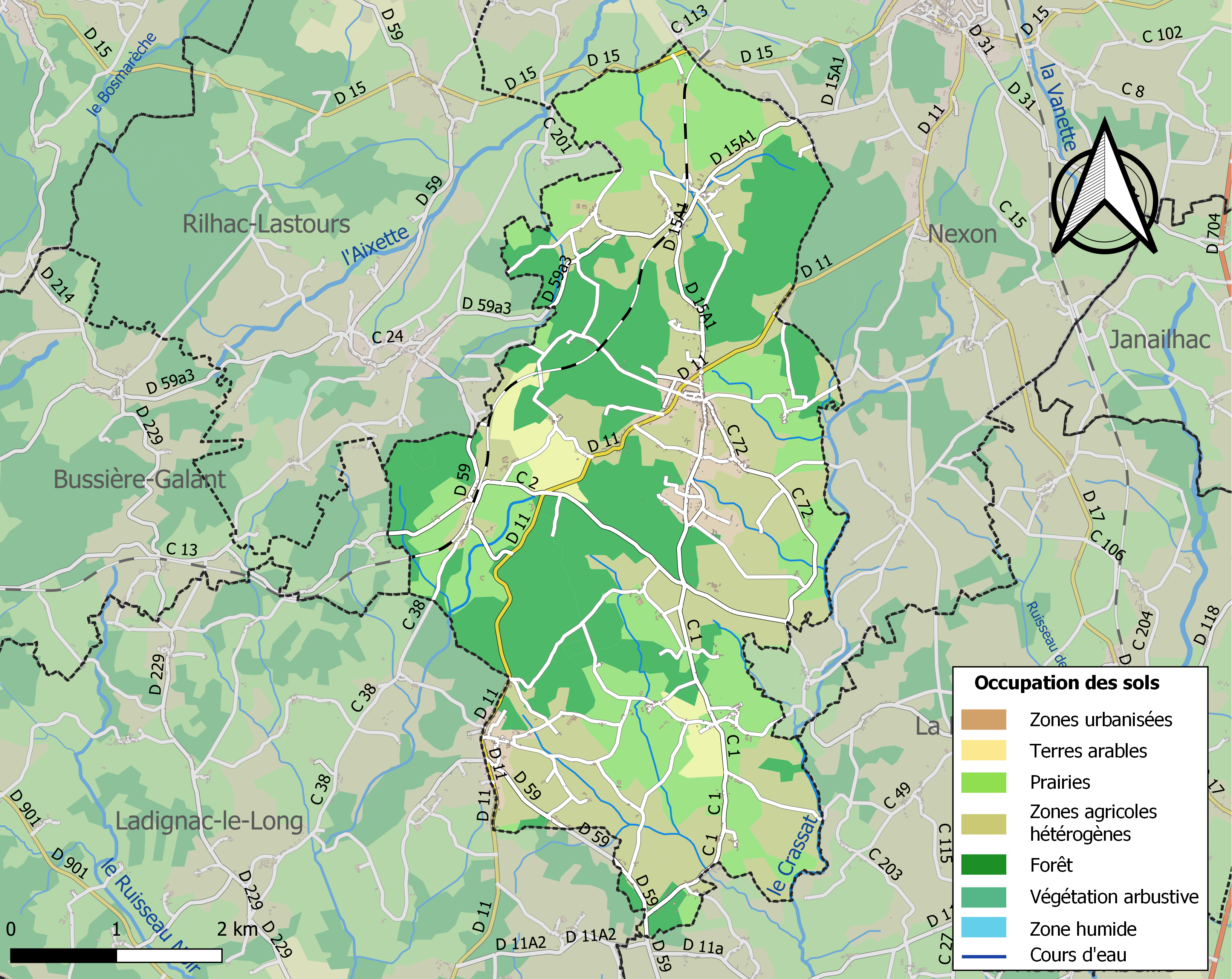
Kaart van de gemeente met de belangrijkste infrastructuur, bodemgebruik en omliggende gemeenten

## Verkeer en vervoer
In de gemeente ligt spoorweghalte Lafarge.

## Demografie
Onderstaande figuur toont het verloop van het inwonertal (bron: INSEE-tellingen).